# Histrionische persoonlijkheidsstoornis
De histrionische persoonlijkheidsstoornis, ook wel theatrale persoonlijkheidsstoornis (TPS) genoemd, is een persoonlijkheidsstoornis die zich kenmerkt door overdreven emotionele uitingen en een behoefte aan aandacht, bevestiging en affectie. De stoornis openbaart zich doorgaans in de vroege volwassenheid.

## Omschrijving
Personen met een histrionische persoonlijkheidsstoornis komen in eerste instantie over als charmant, enthousiast, levendig en uitbundig en zijn regelmatig in staat op hoog niveau te functioneren. Seksuele verleiding, provocerend gedrag of opvallende kledingstijlen worden gebruikt om aandacht te krijgen, ook als de omgeving dit ongepast acht. Als echter (te) direct op avances wordt ingegaan leidt dit vaak tot onzekerheid en afwijzing. Emoties worden vluchtig beleefd en worden bewust en onbewust sterker geuit dan ze in werkelijkheid zijn. In ernstige gevallen kunnen zich kortdurende psychotische episodes voordoen.
Het komt vaak voor dat personen met een histrionische persoonlijkheidsstoornis een lage frustratie-tolerantie met driftbuien hebben. Zij zijn gevoelig voor depressie, vragen veel aandacht en geruststelling, en zijn vaak naïef en goedgelovig. Hun manier van spreken is vaak impressionistisch en ontbrekend in detail, waarbij vaak geen reden wordt gegeven waarom ze iets vinden.

## Criteria

### ICD-10
De histrionische persoonlijkheidsstoornis wordt in de ICD-10 (F60.4) beschreven als een persoonlijkheidsstoornis die wordt gekenmerkt door ten minste drie van de volgende criteria:
1. Dramatisch gedrag, theatraliteit en overdreven uiting van emoties
2. Gemakkelijk te beïnvloeden door anderen of omstandigheden
3. Ondiep en labiel affect, snelle wisselingen van vluchtige emoties
4. Voortdurend op zoek naar opwinding, waardering en situaties waarin de patiënt in het middelpunt van de belangstelling staat
5. Provocerend gedrag of ongepast verleidelijk gedrag in uiterlijk of gedrag
6. Overbezorgd over de fysieke aantrekkelijkheid

Mogelijk ook:
- Goedgelovigheid
- Extreem gevoelig voor kritiek
- Voortdurend zoeken naar geruststelling
- Idealiseren van (wild)vreemde personen
- Overdreven bezig met de fysieke verschijning
- Verveling en frustratie
- Impulsiviteit
- Maakt projecten niet af of begint snel aan iets anders
- Een gebrek aan zorg en empathie voor anderen
- Moeite met het onderhouden van relaties
- Dreigen met zelfmoord voor aandacht

Bijkomende kenmerken zijn egocentrisme, genotzucht, verlangen naar waardering en affectie, aanhoudend manipulatief gedrag en snel gekwetste gevoelens.

### Subtypes
Theodore Millon omschreef zes verschillende subtypes van de histrionische persoonlijkheidsstoornis.
Sussendafhankelijke en dwangmatige persoonlijkheidskenmerken, paait anderen, is gemakkelijk over problemen, zelf-opoffering
Levendighypomanische en/of narcistische kenmerken, is impulsief en zoekt vrolijkheid in speelse avonturen
Stormachtigimpulsief en negatief gedrag, koestert veel wrok
Onoprechttoont antisociale trekken, is onoprecht, sluw en manipulatief
Theatraalpure variant van histrionische persoonlijkheidsstoornis, beïnvloedbaar, beleefd, dramatisch
Kinderlijkbevat kenmerken van borderline-persoonlijkheidsstoornis, is kinderlijk hysterisch, veeleisend en overspannen

## Psychopathie
Er zijn aanwijzingen dat de histrionische persoonlijkheidsstoornis en psychopathie en sociopathie mogelijk in verband staan met elkaar.
Uit onderzoek bleek dat mensen met een histrionische persoonlijkheidsstoornis vaak voldoen aan de kenmerken van de antisociale persoonlijkheidsstoornis. Studies met betrekking tot de familiegeschiedenissen van deze patiënten wezen uit dat de histrionische persoonlijkheidsstoornis de neiging heeft om familiaal te zijn.

## Oorzaken
De oorzaken zijn onbekend. Mogelijk spelen erfelijkheid en jeugdtrauma's een rol bij het ontwikkelen van de histrionische persoonlijkheidsstoornis.